# Marc Leriche
Pour les articles homonymes, voir Leriche.
Marc Leriche, né le 1er décembre 1885 à Roanne (Loire) et mort le 15 octobre 1918 dans le 4e arrondissement de Lyon (Rhône), est un sculpteur français.

## Biographie

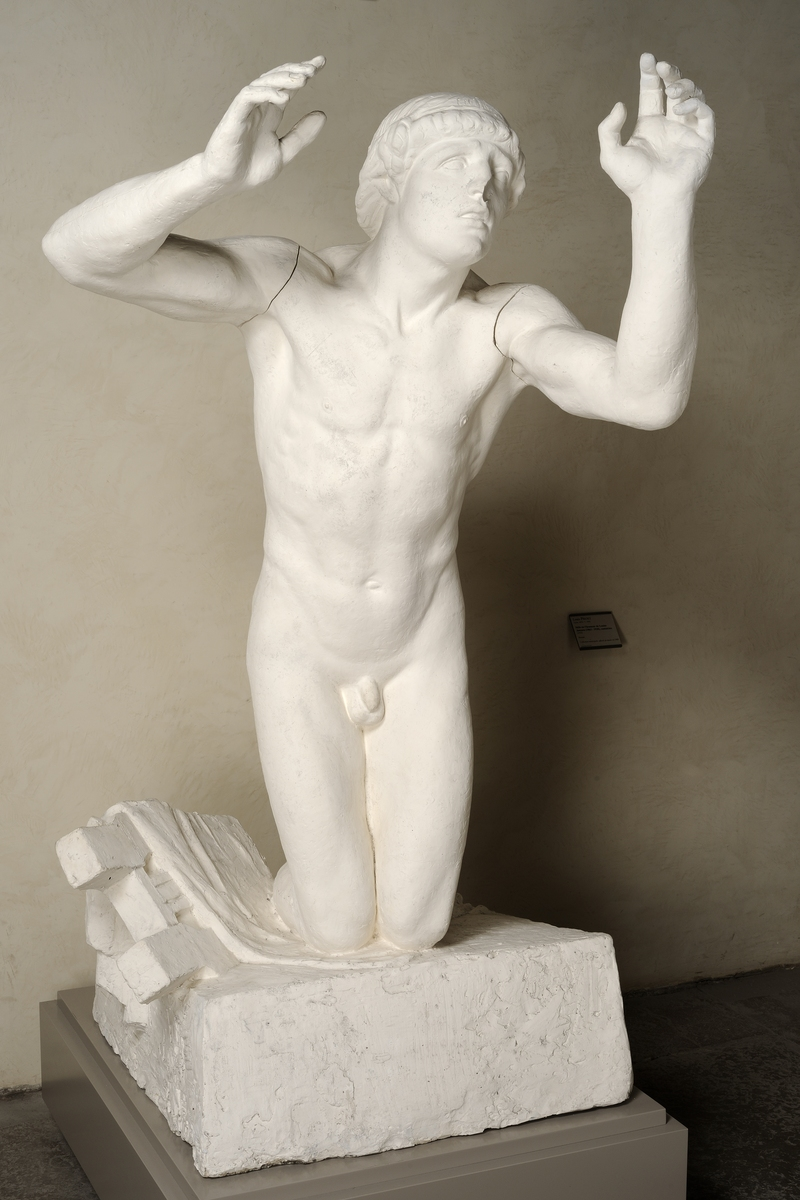
Orphée suppliant Caron (1914), plâtre, Musée des beaux-arts de Lyon.

Marc Leriche naît dans une famille de sept enfants au 2 rue Saint-Étienne à Roanne, il est le sixième enfant d'Ernest Leriche (1843-1915), avoué près le tribunal civil de Roanne et d'Anne Chamussy (1854-1923), issue d'une famille roannaise d'industriels du textile. Il est le frère de et de Paul Leriche (1876-1927), peintre et de René Leriche (1879-1955), célèbre chirurgien et physiologiste français. Marc Leriche épousa Hélène Berger née en 1886,décédée le 25 avril 1918 dans le 4e arrondissement de Lyon.

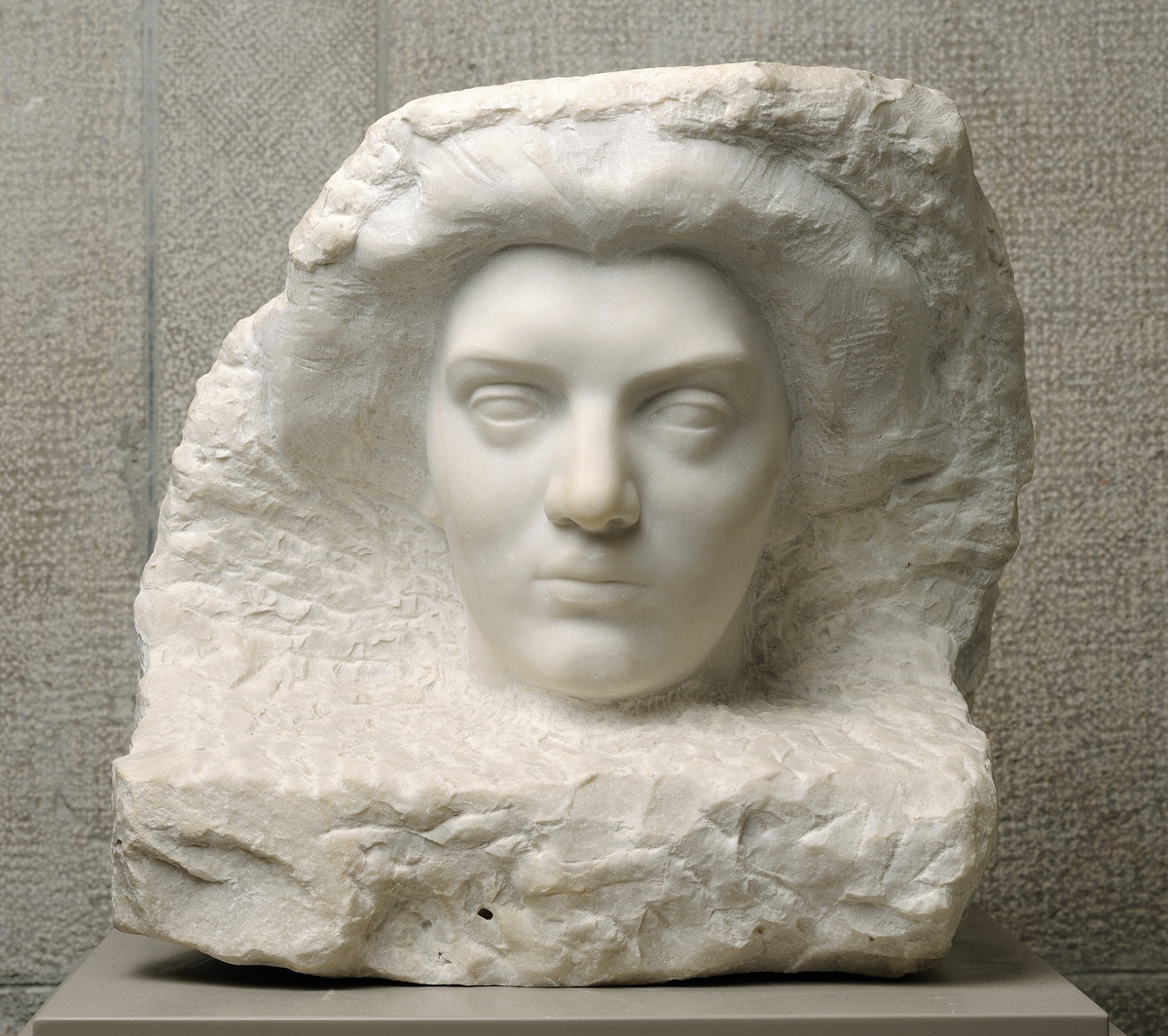
Séléné, marbre, Musée des beaux-arts de Lyon.

En 1905, il entre dans l'atelier du sculpteur Pierre Aubert à l'École des beaux-arts de Lyon où il obtient le prix de Paris. En 1910, il est admis à l’École des beaux-arts de Paris dans les ateliers de Jean-Antoine Injalbert et d’Emmanuel Hannaux.
En 1912, son esquisse d’Orphée obtient une 3e médaille au Salon des artistes français. 
En 1914, il remporte le premier grand prix de Rome de sculpture avec Léandre, rejeté par les flots, expire sur le rivage de Sestos, mais il ne séjournera jamais à la villa Médicis puisqu’il est mobilisé le 1er août de la même année quand éclate la Première Guerre mondiale.
Incorporé au 359e régiment d’infanterie, avec le grade de sergent, il est grièvement blessé en mai 1915 à Metzeral dans les combats de l’Hartmannswillerkopf. Il est décoré de la croix de guerre 1914-1918 et met son talent au service des chirurgiens de l'armée pendant sa convalescence. 
Il meurt à Lyon le 15 octobre 1918, victime d'une épidémie de grippe.
Marc Leriche est inhumé au cimetière de Sainte-Foy-lès-Lyon.

## Son œuvre

### Style
L'œuvre de Marc Leriche est caractérisé par une rare probité dans les moyens techniques employés et une tendance très marquée à styliser la nature dans ses réalisations de pure composition. À sa mort, l'architecte François Roux-Spitz lui consacre un article élogieux : pour lui, son œuvre est « le reflet même de l'état d'esprit à la fois idéaliste et pratique de [l']époque ». On retrouve chez Marc Leriche le réalisme et la grâce rustique de l'antiquité primitive.

## Œuvres répertoriées
- Buste de Mme E. La Bonnardière, 1912, marbre[6].
- La Mort de Léandre[6].
- Buste d’Ernest Reyre, 1914, marbre[6].
- Buste de Mme Leriche, marbre[6].
- Portrait du professeur Antonin Poncet[6].
- Jeune fille et la grande sœur, terre cuite[6].
- Soldat, terre cuite[6].
- Mlle Moriset, marbre[6].
- Buste de l’organiste Neuville, 1917, bronze[6].
- Portrait de Mme Savy, marbre[6].
- Buste de Mme Leriche, plâtre[6].
- Les Quatre éléments, panneaux décoratifs pour un vase, avec François Roux-Spitz, architecte[6].
- Buste de Mlle Cotte, marbre[6].
- Portrait de Mme Lenail, marbre[6].
- Portrait de M. Dufour, marbre[6].
- Léandre, rejeté par les flots, expire sur le rivage de Sestos, plâtre avec lequel Marc Leriche remporta le premier prix de Rome en 1914, Paris, École nationale supérieure des beaux-arts[14].
- Séléné, marbre, 45 × 40 × 35 cm, don de Mme veuve Marc Leriche, Musée des beaux-arts de Lyon[15].
- Icare, groupe relié en terre-cuite patinée, 19 × 15 × 8,5 cm, don de Mme veuve Marc Leriche en 1949, Musée des beaux-arts de Lyon[16].
- Figure masculine, haut-relief en terre-cuite, Musée des beaux-arts de Lyon[17].
- Orphée suppliant Caron, 1914, plâtre, Musée des beaux-arts de Lyon[18].
- Contractures de la masse sacro-lombaire des obliques et ses muscles de la hanche, plâtre moulé, 30 × 12 × 8 cm, Paris, Musée du service de santé des armées[19].
- Cérès ou l’Été, plaque en grès polychrome, 24,5 × 18,5 cm, Lyon, Galerie l’Amateur, collection particulière[9].
- Jeune Femme sortant du bain[9].
- Buste de Mme René Leriche, 1914, Musée des Beaux-Arts et d'Archéologie Joseph-Déchelette, Roanne
- La mort de Léandre, maquette en plâtre, , Musée des Beaux-Arts et d'Archéologie Joseph-Déchelette, Roanne
- Plusieurs maquettes en terre-cuite ou plâtre, , Musée des Beaux-Arts et d'Archéologie Joseph-Déchelette, Roanne